# Kimika Rozier
Kimika Rozier (ur. 12 maja 1989 roku w Jacksonville) – amerykańska siatkarka, reprezentantka Stanów Zjednoczonych. Występuje na pozycji środkowej bloku.